# Pantherodes obliterata
Pantherodes obliterata là một loài bướm đêm trong họ Geometridae.